# Tanti auguri Italia
Tanti auguri Italia è un programma televisivo di intrattenimento che è andato in onda in diretta su Rai 1 a partire dalle 22:30 del 31 dicembre 2001 e fino alle 1:30 del 1º gennaio 2002 (anche su Rai 2 a partire dalle 22:50).
Gli autori del programma erano Giorgio Bracardi, Massimo Lopez, Massimo Cinque, Massimo Santoro, Stefano Sarcinelli e Giampiero Solari.

## Trasmissione
Il programma era un mix di collegamenti da diverse città italiane. Le piazze coinvolte sono state tre: Roma, Milano, Caserta.
Lo studio centrale dell'evento era il Palazzetto dello Sport di Reggio Calabria. Da qui Milly Carlucci e Massimo Lopez hanno aperto i collegamenti con le altre piazza e si sono esibiti Paolo Belli e la sua orchestra, Little Tony e la sua band, Fausto Leali e il suo gruppo e Mino Reitano.
Durante la trasmissione, sono intervenuti anche Ric e Gian con sketch che hanno avuto come tema principale l'Euro, la nuova moneta europea che sarebbe entrata in vigore in Italia esattamente alla mezzanotte del 1º gennaio 2002, e sorvegliando il cotechino da Guinness dei primati (320 chili per undici metri) e la montagna di panettoni che la tradizione vuole siano di buon auspicio per il nuovo anno. Inoltre, sempre durante il programma, Milly Carlucci e Massimo Lopez hanno eseguito Somethin' Stupid ed altri brani come Per una lira, Se potessi avere mille lire al mese, Mamma mia dammi cento lire ''tradotte'' però in euro.
A Roma, dalla Piazza del Quirinale, invece, la Rai ha organizzato un concerto di musica classica con brani tratti da opere di grande tradizione. Al concerto, diretto dal Maestro Leonardo de Amicis, presentato da Fabrizio Frizzi ed eseguito dall'orchestra giovanile ''La Sinfonica'', composta da promettenti musicisti dell'orchestra giovanile abruzzese, accompagnati dal coro ''I Cantori di Roma'', hanno partecipato i tenori Vincenzo La Scola e Vittorio Grigolo ed il soprano Roberta Canzian.
Sempre a Roma, Raffaella Bergè e Gigi Marzullo hanno presentato la terza tappa del concerto itinerante di Giorgia.
Nel corso della serata si sono collegati con Milano, dove in piazza Duca d'Aosta Monica Leofreddi ha presentato il Concerto per la pace, un concerto che ha visto protagonista un gruppo di trenta elementi tra i quali musicisti etnici che eseguiranno brani della grande tradizione italiana e napoletana.
Si sono collegati anche con il piazzale della Reggia di Caserta, dove Luana Ravegnini e Tiberio Timperi hanno presentato un concerto di Gigi D'Alessio, e con Ferrara, dove i telespettatori hanno assistito all'incendio del castello degli Estensi in occasione dell'anno Lucreziano: uno spettacolo di alta architettura pirotecnica e illuminotecnica.